# Google Ads
Google Ads (tên cũ Google AdWords) là một dịch vụ thương mại của Google cho phép khách hàng mua những quảng cáo bằng chữ hoặc hình ảnh tại các kết quả tìm kiếm hoặc các trang web do các đối tác Google Adsense cung cấp. Để sử dụng được dịch vụ AdWords, người dùng phải đăng ký một tài khoản Google.
Tài khoản Google Ads được quản lý trực tuyến, bạn có thể tạo và thay đổi chiến dịch quảng cáo của mình (gồm cả ngân sách, văn bản quảng cáo và các tùy chọn cài đặt và ngân sách) bất kỳ lúc nào.
Năm 2000, Google đã giới thiệu AdWords, một chương trình tự phục vụ nhằm tạo các chiến dịch quảng cáo trực tuyến. Ngày nay, giải pháp quảng cáo của Google, bao gồm quảng cáo hiển thị, quảng cáo trên điện thoại di động và quảng cáo video cũng như quảng cáo văn bản thuần túy mà Google đã giới thiệu hơn một thập kỷ trước, giúp hàng nghìn doanh nghiệp phát triển và thành công.
Google AdWords tạo doanh thu chính cho Google (21 tỉ USD trong năm 2008)
Kể từ ngày 24/7/2018, Google AdWords được đổi tên thành Google Ads